# Bahnhof Mühlhausen (Thür)
Der Bahnhof Mühlhausen (Thür) ist gemessen an seiner Frequentierung der wichtigste Personenbahnhof im Unstrut-Hainich-Kreis und der einzige Bahnhof von Mühlhausen/Thüringen. Er liegt östlich des Zentrums von Mühlhausen im Tal der Unstrut.

## Geschichte
Erstmals erhielt Mühlhausen 1870 mit der Eröffnung der Strecke Gotha–Leinefelde der Thüringischen Eisenbahn-Gesellschaft einen Eisenbahnanschluss. Der bisherige Durchgangsbahnhof wurde 1897 mit der Eröffnung der Kleinbahn nach Ebeleben der Eisenbahn-Gesellschaft Mühlhausen-Ebeleben (MEE) zum Trennungsbahnhof, zunächst besaß die MEE gegenüber dem Staatsbahnhof einen eigenen Bahnhof. Auf dem Bahnhofsvorplatz begann seit 1898 die Straßenbahn Mühlhausen. Mit der Eröffnung der Strecke nach Treffurt wurde der Bahnhof umgebaut, so wurde unter anderem der Bahnhof der MEE in den Staatsbahnhof integriert.
1969 wurde die Straßenbahn stillgelegt, im selben Jahr wurde auch der verbliebene Güterverkehr auf dem letzten Reststück der Strecke nach Treffurt, die nach dem Zweiten Weltkrieg durch die Innerdeutsche Grenze kurz vor Treffurt geteilt war, eingestellt. Der Güterverkehr nach Ebeleben wurde 1994, der Personenverkehr am 31. Mai 1997 eingestellt, damit wurde Mühlhausen nach 100 Jahren wieder zum Durchgangsbahnhof.
Der Bahnhof hat im Güterverkehr keine Bedeutung mehr, nach dem Jahr 2000 wurde der gesamte ehemalige Güterbahnhof im Südosten einschließlich der Containerkrananlage bis auf das Güterzuggleis 9 total zurückgebaut. Das nach Inbetriebnahme des elektronischen Stellwerkes (ESTW) seit 2000 überflüssige Stellwerk Ms musste nach Brandstiftung wegen Einsturzgefahr abgerissen werden. Auch das ehemalige Stellwerk Mn trägt Vandalismusschäden. Der Lokschuppen der ehemaligen Einsatzstelle wurde um 1998 an Privat verkauft. Alle Betriebsmittel (Drehscheibe, Sandturm) wurden abgerissen, die Kanäle der Lokbehandlung verfüllt.

## Bahnsteige
Die Bahnsteige sind durch Aufzüge barrierefrei gestaltet, sie sind auch über eine Treppe zu erreichen.
| Gleis | Länge in m | Höhe in cm |
| ----- | ---------- | ---------- |
| 1     | 160        | 55         |
| 2     | 205        | 55         |
| 3     | 205        | 55         |

## Verkehrsanbindung
Im Fahrplanjahr 2023/2024 wird der Bahnhof Mühlhausen (Thür) von folgenden Linien bedient:
| Linie | Linienverlauf                                                                                    | Takt    | EVU             |
| ----- | ------------------------------------------------------------------------------------------------ | ------- | --------------- |
| RE 1  | Göttingen – Leinefelde – Mühlhausen -Gotha – Erfurt – Jena-Göschwitz – Gera – Gößnitz – Glauchau | 120 min | DB Regio Südost |
| RE 2  | Kassel-Wilhelmshöhe – Eichenberg – Leinefelde – Mühlhausen – Bad Langensalza – Erfurt            | 120 min | DB Regio Südost |
| RB 52 | Leinefelde – Silberhausen – Mühlhausen – Bad Langensalza – Kühnhausen – Erfurt                   | 120 min | DB Regio Südost |